# Кордова, Николь
Николь Мари Кордова (англ. Nichole Marie Cordova, родилась 17 августа 1988) — американская певица и танцовщица, солистка музыкальной группы «Girlicious».

## Личная жизнь
Николь Кордова выросла в Техас-сити, Техас, где она пошла в Texas City High School и состояла в танцевальном коллективе. Её родители в разводе. Она переехала в Лос-Анджелес после победы на кастинге в группу «Girlicious» в Хьюстоне на прослушивании. Танцует с 7 лет, и даже записывала сольные песни с 14 лет.

## Музыкальная карьера
Кордова была участницей в реалити-шоу Pussycat Dolls Present: Girlicious на канале The CW Television Network, в котором она стала одной из 4 девушек, составившей группу «Girlicious». Кордова была названа одной из самых сильнейших конкурсанток на шоу. Её вокальные данные были засчитаны больше всего, но её обычно критиковали за расписание. Она также сказала, что немного стеснялась в начале шоу, но потом открылась девочкам и случаю. Во время шоу Николь стала очень близка с Тиффани Андерсон и Чарли Николс. Николь стала первой участницей, которую выбрали для «Girlicious», и никогда не попадала в конец списка на протяжении шоу (вместе с бывшей участницей группы Тиффани).

### Альбомы
| Год  | Информация                                                               | Позиции в чарте | Позиции в чарте | Сертификации                                |
| Год  | Информация                                                               | CAN             | USA             | Сертификации                                |
| ---- | ------------------------------------------------------------------------ | --------------- | --------------- | ------------------------------------------- |
| 2008 | Girlicious - Первый студийный альбом - Выпущен: 12 августа 2008 (Канада) | 2               | —               | - CRIA: Платина - Продажи в Канаде: 80,000+ |

## Синглы
| 2008 | «Like Me»                                | 4  | 102 | 70 | Girlicious |
| 2008 | «Stupid Shit»                            | 20 | —   | —  | Girlicious |
| 2008 | «Baby Doll»                              | 55 | —   | —  | Girlicious |
| 2010 | «Over You»                               | 52 | —   | —  | TBA        |
| 2010 | «—» означает, что релиз не попал в чарт. |    |     |    |            |

### Другие чартовые песни
| Год  | Сингл           | Поизции в чарте | Поизции в чарте | Поизции в чарте | Альбом     |
| Год  | Сингл           | CAN             | U.S.            | U.S. Pop        | Альбом     |
| ---- | --------------- | --------------- | --------------- | --------------- | ---------- |
| 2008 | «Liar Liar»     | 43              | —               | —               | Girlicious |
| 2008 | «Still In Love» | 99              | —               | —               | Girlicious |